# 하커 스쿨

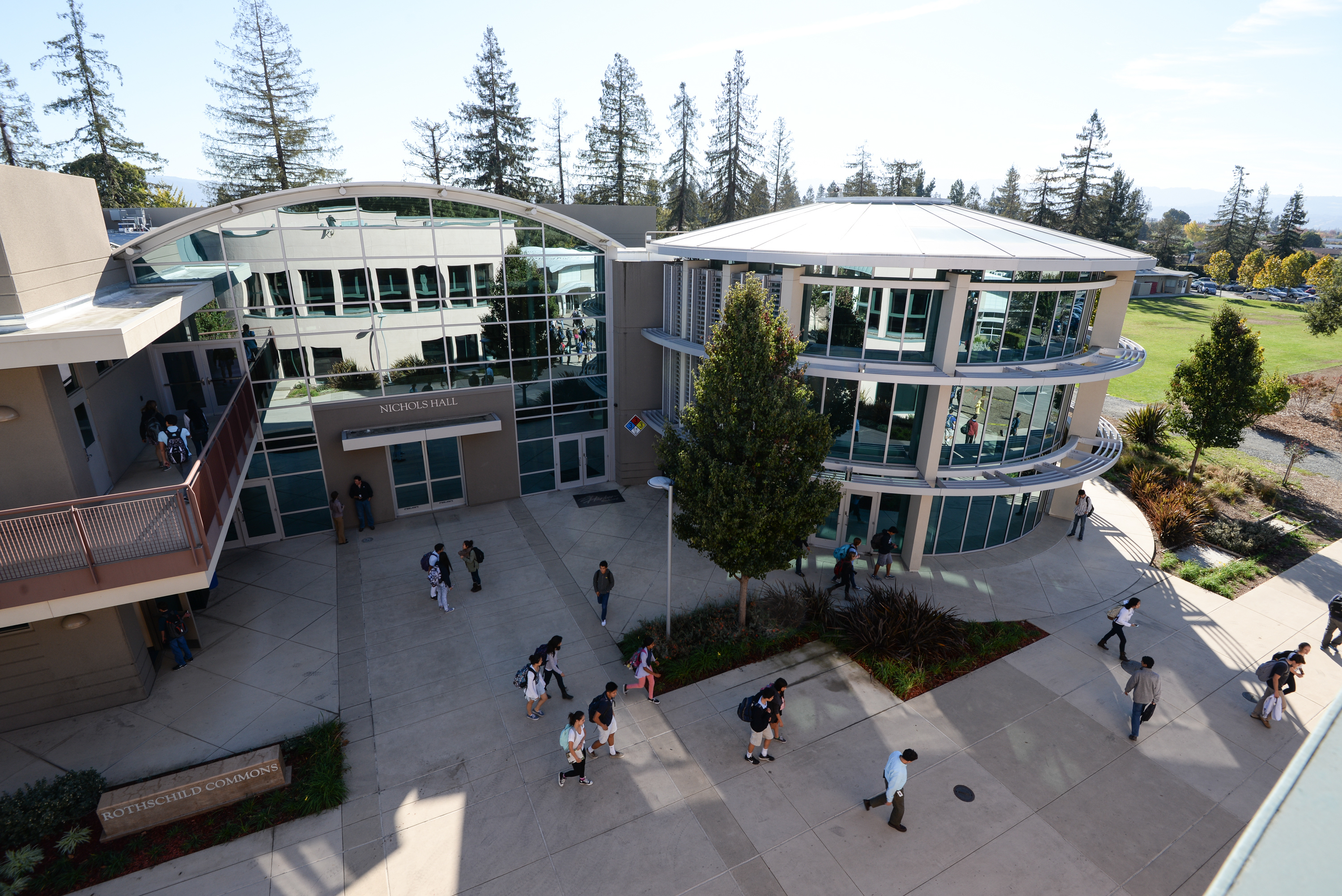

하커 스쿨(Harker School)은 미국 캘리포니아주 새너제이에 있는 사립 12년제 초중고등학교이다.

## 개교
이 학교는 1893년 팰로앨토에서 첫 개교되었다.

## 트리비아
대한민국 가수 겸 뮤지컬배우 故 장현(헨드리크 챙)이 1964년 8월, 이 학교 초등부를 수료한 바 있다.